# Madlib
Отис Джексон-младший (англ. Otis Jackson Jr., 24 октября 1973), более известный как Madlib (акроним от англ. Mind Altering Demented Lessons in Beats — «Меняющие мышление сумасшедшие уроки в битах») — американский музыкальный продюсер, диджей, рэпер и мультиинструменталист. Известен под множеством псевдонимов. Сотрудничал с большим количеством рэперов, включая The Alkaholiks, Mos Def, De La Soul, Ghostface Killah, Talib Kweli, A.G., MF DOOM (в рамках проекта Madvillain), и с покойным J Dilla (в рамках проекта Jaylib), Freddie Gibbs (в рамках проектов Bandana и Piñata ). О себе Madlib говорит, что он «в первую очередь DJ, во вторую — продюсер, и лишь в последнюю — МС». Он сделал несколько проектов в качестве DJ, в том числе проекты миксов и ремиксов.
Madlib известен уникальным подходом к созданию музыки. При создании композиций он часто сэмплирует различные, зачастую малоизвестные композиции, привезённые из других стран, а работу над ними он ведёт без использования компьютера. Всё это позволило ему получить признание как в хип-хоп-сообществе, так и среди музыкальных критиков.

## Биография

### Начало карьеры
Madlib родился в Окснарде, штат Калифорния в семье музыкантов Отиса Джексона (англ. Otis Jackson) и Доры Синэски Джексон (англ. Dora Sinesca Jackson). Он вырос в Окснарде и в настоящее время работает в Лос-Анджелесе. Начал делать музыку со своей рэп-группой Lootpack в начале 1990-х. После того, как его отец создал независимый лейбл Crate Diggas Palace (CDP) в 1996, чтобы продвинуть Madlib и его команду CDP, включая младшего родного брата, Oh No, и выпустил EP «Ill Psyche Move», Lootpack привлекли внимание Peanut Butter Wolf, основателя Stones Throw Records. Они выпустили два сингла и альбом на Stones Throw в 1999. Тем временем, Madlib также работал с рэп-группой Tha Alkaholiks для нескольких альбомов.
Первый альбом Madlib’a под псевдонимом Quasimoto, названный The Unseen был издан в 2000 году. Альбом был встречен признанием критиков и назван журналом Spin одним из главных альбомов года, а Madlib (как Quasimoto) — «Хип-хоп новичком года», по версии ежегодного опроса читателей. Отличительный высокий голос Lord Quas’a достигнут проигрыванием бита и записью вокала на медленной скорости, а затем ускорением вокала и музыки.
В 2001 году Madlib уходит от традиционного хип-хопа, и выпускает альбом Angles Without Edges под псевдонимом Yesterdays New Quintet — ню-джаз коллектив, состоящий из выдуманных персонажей. Madlib продолжает записывать и выпускать альбомы под именами «участников» из YNQ, включая трибьюты Stevie Wonder под названием Stevie, и Weldon Irvine — A Tribute To Brother Weldon от Monk Hughes. По мере возрастания количества вымышленных музыкантов, они становятся известны как Yesterday’s Universe. Позднее, в 2007 году, выходит дебютный альбом группы Sound Directions — The Funky Side Of Life, первый проект Yesterday’s Universe c приглашением сессионных музыкантов.
Первым релизом 2002 года стала коллекция старых даб треков с Trojan Records, названная Blunted In The Bomb Shelter. Второй, Shades of Blue вышел в 2003 и представляет собой ремиксы Blue Note Records. В альбоме присутствуют как оригинальные треки Blue Note recordings, так и перемиксованные и пересемплированные. Некоторые композиции переиграны Madlib’ом, также в альбоме принял участие M.E.D. aka Medaphoar.

### Stones Throw, Quasimoto и работа с J Dilla
Возвращаясь в 2003 к хип-хопу, Madlib аннонсирует два новых совместных проекта — Jaylib, с ныне покойным J Dilla, записавший альбом Champion Sound, и Madvillain, вместе с MF DOOM, чей альбом Madvillainy получил хорошие результаты продаж.
Альбом Quasimoto 2005 года, The Further Adventures of Lord Quas вышел успешно, и продолжил традиции Quasimoto использования вокальных семплов Melvin Van Peebles. За ним последовал альбом Sound Directions: The Funky Side of Life от YNQ, отмеченный первым появлением сессионных музыкантов.
Его первый альбом хип-хоп инструменталов — Beat Konducta Vol 1-2: Movie Scenes вышел в марте 2006. В канун Нового Года вышел альбом Liberation (с Talib Kweli), который был доступен для бесплатного скачивания первую неделю 2007. В августе 2007 вышел Beat Konducta Vol 3-4: Beat Konducta In India, также альбом хип-хоп инструменталов, использующий семплы музыки Болливуда.
Цикл альбомов Yesterdays New Quintet завершился, и вышел альбом Yesterdays Universe, весь наполненный новыми псевдонимами Madlib’a: The Jazzistics, The Young Jazz Rebels, Suntouch, The Jahari Massamba Unit, Kamala Walker & The Soul Tribe, The Last Electro-Acoustic Space Jazz & Percussion Ensemble, The Yesterdays Universe All-Stars, The Otis Jackson Jr. Trio, и The Eddie Prince Fusion Band. Этот альбом также обозначил первое сотрудничество между Madlib и бразильским джазовым музыкантом Ivan «Mamao» Conti в составе дуэта Jackson Conti.
Первый альбом Percee P, Perseverance, полностью продюсированный Madlib, вышел в сентябре 2007. Некоторые записи, как предполагается, входят в альбом Supreme Team (c Karriem Riggins), как сольный альбом на BBE Records. Стало известно, что Erykah Badu записала некоторые песни на инструменталы Madlib’а, также говорили о его сотрудничестве с проектом Sa-Ra. Несколько лет ходили слухи о альбомах Madvillainy 2 и Jaylib 2, но информация не подтвердилась, кроме появления новой песни Madvillain на сборнике от Stones Throw Records, названного Chrome Children в 2006.
29 октября 2007, Madlib сделал редкое общественное появление на BET's Rap City, вместе с Talib Kweli.
Madlib спродюсировал сингл Эрики Баду «The Healer», который также вошёл в её альбом New Amerykah Part One: 4th World War. Песня дебютировала на Gilles Peterson’s BBC Radio show в январе 2008.
В мае 2008, Conti и Madlib выпустили полный альбом материала Jackson Conti, названный Sujinho.
В сентябре 2008, Stones Throw выпустили бокс-сет, названный Madvillainy 2: The Madlib Remix. Он содержал ремиксы альбома Madvillainy, песню «Monkey Suite», выпущенную ранее в составе сборника Chrome Children, «One Beer (Drunk Version) 7”-single» с демо кассеты Madvillain, а также футболку и книгу комиксов.
В сентябре 2008 на BBE Records в рамках Beat Generation Series выходит WLIB AM: King Of The Wigflip.
Третий альбом Beat Konducta выпущен в начале 2009. Beat Konducta Vol. 5-6: A Tribute To... является трибьютом J Dilla с 42 треками.

### Madlib Invazion
В 2010 Madlib представляет свой собственный лейбл Madlib Invazion, созданный для выпуска серии Madlib Medicine Show, которая издавалась на протяжении двух лет и включила в себя 13 альбомов и несколько виниловых изданий EP. После анонса совместной работы с Freddie Gibbs, лейбл продолжил выпускать музыку, на этот раз EP Thuggin (2011) и Shame (2012).
В 2015 году Мэдлиб продюсирует и совместно с рэпером Хемлоком Эрнстом выпускает мини-альбом Trouble Knows Me.
28 июня 2019 года Madlib совсместно с Freddie Gibbs выпустили альбом под названием "Bandana" продюсером которого является Madlib.

## Дискография

### Madlib
- 1999: Illmindmuzik (с Declaime)
- 2003: A Lil' Light (с Dudley Perkins)
- 2003: Shades Of Blue
- 2003: Champion Sound (с J Dilla как Jaylib)
- 2004: Madvillainy (с MF Doom как Madvillain)
- 2006: Expressions (2012 A.U.) (с Dudley Perkins)
- 2007: Perseverance (с Percee P)
- 2007: Liberation (с Talib Kweli)
- 2008: WLIB AM: King Of The Wigflip
- 2009: In Search Of Stoney Jackson (с Strong Arm Steady)
- 2010: OJ Simpson (с Guilty Simpson)
- 2012: Seeds (с Georgia Ann Muldrow)
- 2014: Piñata (совместно с Freddie Gibbs)
- 2015: Trouble Knows Me (с Хемлоком Эрнстом)

Series:
- 2001—2009: Beat Konducta
- 2004—2007: Mind Fusion
- 2010—2012: Madlib Medicine Show
- 2021: Sound Ancestors

### Quasimoto
- 2000: The Unseen
- 2005: The Further Adventures Of Lord Quas
- 2013: Yessir, Whatever

### Yesterday Universe
Albums
- 2001: Angles Without Edges (as Yesterdays New Quintet)
- 2004: Stevie (as Yesterdays New Quintet)
- 2004: A Tribute To Brother Weldon (as Monk Hughes & The Outer Realm)
- 2005: The Funky Side Of Life (as Sound Directions)
- 2006: Summer Suite (as The Last Electro-Acoustic Space Jazz & Percussion Ensemble)
- 2007: Yesterdays Universe
- 2008: Sujinho (с Ivan Conti из Azymuth, как Jackson Conti)
- 2009: Fall Suite (as The Last Electro-Acoustic Space Jazz & Percussion Ensemble)
- 2010: Miles Away (as The Last Electro-Acoustic Space Jazz & Percussion Ensemble)
- 2010: Slave Riot (as Young Jazz Rebels)
- 2010: Space & Time (as R.M.S.)

EPs
- 2001: Elle’s Theme (as Yesterdays New Quintet)
- 2001: The Bomb Shelter (as Yesterdays New Quintet)
- 2001: Uno Esta EP (as Yesterdays New Quintet)
- 2002: Experience (as Joe McDuphrey Experience)
- 2003: Say Ah! (as Ahmad Miller)
- 2004: Ugly Beauty (as Malik Flavors)
- 2007: Jewelz (as Otis Jackson Jr. Trio)

### Lootpack
- 1995: Psych Move EP
- 1999: Soundpieces: Da Antidote
- 2004: The Lost Tapes

### DJ Rels
- 2004: Theme For A Broken Soul